# 武豐線

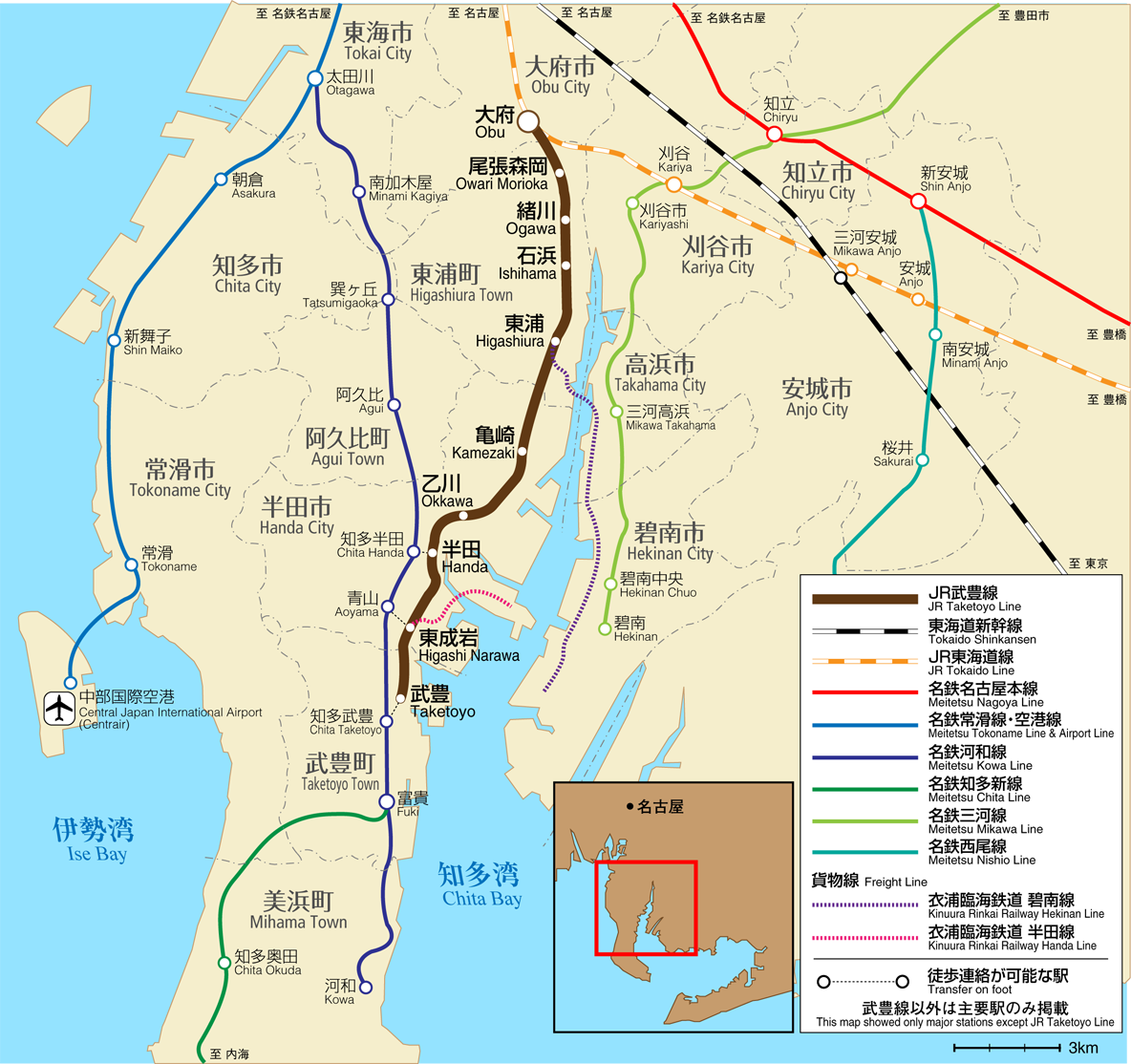
地理位置路線圖，內含其他鄰近路線

武豐線（日语：／ Taketoyo sen */?）是一條連結日本愛知縣大府市的大府站至同縣知多郡武豐町的武豐站，屬於東海旅客鐵道（JR東海）的鐵路線，於1886年開業，且為第一條在愛知縣興建的鐵路路線。
本路線定期班次在每天日本時間清晨5點半至深夜11點半之間提供服務，平均每30分鐘以兩節車廂編組運行，在尖峰時段每15分鐘有一班四節車廂編組的直通服務，途經東海道本線前往名古屋站。
本路線最初作為半田線開通，用於運輸途經日本中部的東京–大阪鐵路線的建築材料，在1886年5月1日更名為「武豐線」後開始提供客運服務。隨著名鐵河和線的開通，該路線的客流量有所下降。後來因為沿途市政當局和當地居民的需求，該路線已進行升級，包括在2015年做電氣化。JR東海於2018年3月引入車站編號和路線顏色，武豐線被分配棕色和線路代碼「CE」。
本路線在龜崎站擁有日本現存最古老的車站建築，並於半田站附近還曾有日本最古老的天橋，但於2021年被拆除並搬遷。

## 歷史
為了給橫跨日本中部的大阪～東京鐵路運送建築材料，從熱田站到武豐站的鐵路路線在經過七個月建設後於1886年3月1日作為半田線（後於5月1日改名為武豐線）開通，並計劃在路線完工後拆除，另成為愛知縣第一條鐵路路線。然而在7月19日，因顧慮到建設難度高，因此提議路線方案被修改，且於一年後東海道本線大府至長濱段開通時，該路線成為支線，併吞了大府站至熱田站之間19.5公里的路段。路線開通前，一名當地員工提議列車在空車狀態下返回武豐時也可以搭載乘客，因此這項提議很快就被採納，並以每天兩趟模式運行。第一班行駛該路線的列車是1885年為建造武豐線而使用的「1号機關車」，後於1892年，武豐站向大部方向遷移950公尺，舊車站及路段重新開放，成為貨運專用的武豐港站。
1933年，本路線的所有蒸汽機車均以柴聯車取代，1932年名鐵河和線開通後，由於河和線列車班次更頻繁，且到達名古屋的速度更快，導致本路線的乘客量減少。1941年，擴建緒川站和東成岩站的月台。1944年，所有使用柴聯車服務的班次因為第二次世界大戰而再度改由蒸汽機車運行，且藤江和尾張生路兩站併入現在位於兩站之間的東成岩站，尾張森岡站因被認為沒有必要而於1944年至1957年間停用。1953年9月25日，一場颱風襲擊該鐵路線，沖毀武豐站和東成岩站之間的路段，導致一名日本國鐵員工死亡。1970年，本路線的蒸汽機車服務再次取消，於1992年開始實施一人控制措施，於1995年將緒川站路段高架化。

### 路線現代化與電氣化
儘管本路線是距離中部國際機場最近的JR路線，但由於該路線完全是單線且未電氣化，當地居民和市政當局要求對武豐線進行現代化改造。為了回應民眾需求，JR東海自2010年開始將這條路線做電氣化 ，於2015年3月1日全面電氣化後，開始提供往返名古屋的直通服務。
另外，自動驗票閘門、售票機以及車站集中管理系統於2013年10月開始在尾張森岡和石濱以外的所有武豐線車站陸陸續續安裝。此後，緒川、東浦、龜崎、武豐等車站的JR售票亭關閉，且變成無人值守狀態。2018年3月，這條路線導入車站編號和路線顏色，並分配到棕色和路線代碼「CE」。2020年，半田站路段開始做高架化工程，預計在2026年完工。
在中部國際機場於1990年代規劃時，武豐線是連接該機場的三條提議路線之一，當時計畫將大府站至乙川站之間改為複線電氣化，並修建新線從乙川站往西橫貫知多半島，在常滑市銜接機場，JR東海概算經費約1000億至1300億日圓。另外也有構想將大府站至乙川站之間新增鐵軌成為三軌區間，並使用迷你新幹線，以將機場至名古屋的列車行駛時間縮短為20分鐘。不過後來經費等因素考量下，以知多半島西岸的名鐵常滑線做路線改良，並增建銜接機場的跨海橋梁作為機場聯絡軌道系統。

## 路網和運營

### 運營
所有在武豐線行駛的定期班次皆停靠所有車站，平日每15–30分鐘一班，假日每30–40分鐘一班，尖峰時段提供經由東海道本線直通至名古屋站的區間快速服務，僅在七個附加車站中的兩個車站停靠，另外部分班次有提供前往岐阜的普通列車服務，而許多定期班次皆為一人控制運行。
雖然本路線沒有車站進行貨物運營，但由衣浦臨海鐵道運營的五列貨物列車經過該路線，與碧南線和半田線相連。兩列高速貨物列車從大府站經東成岩站開往半田埠頭站，兩列貨物列車從碧南市站開往大府站；還有一列貨物列車從大府站開往碧南市站。
圖例 — 車站狀態
- ◼ 有人職守
- ◻ 無人職守

圖例 — 停靠模式
- ● – 全列停靠
- | – 通過

| 站名      | 普通 | 區間快速 | 普通（岐阜方向） |
| --------- | ---- | -------- | ---------------- |
| 岐阜◼     |      |          | ●                |
| 木曾川◻   | ●    |          |                  |
| 尾張一宮◼ | ●    |          |                  |
| 稻澤◻     | ●    |          |                  |
| 清洲◻     | ●    |          |                  |
| 枇杷島◻   | ●    |          |                  |
| 名古屋◼   | ●    | ●        |                  |
| 尾頭橋◼   | \|   | ●        |                  |
| 金山◼     | ●    | ●        |                  |
| 熱田◼     | \|   | ●        |                  |
| 笠寺◼     | \|   | ●        |                  |
| 大高◼     | \|   | ●        |                  |
| 南大高◼   | \|   | ●        |                  |
| 共和◼     | ●    | ●        |                  |
| 大府◼     | ●    | ●        | ●                |
| 尾張森岡◻ | ●    | ●        | ●                |
| 緒川◻     | ●    | ●        | ●                |
| 石濱◻     | ●    | ●        | ●                |
| 東浦◻     | ●    | ●        | ●                |
| 龜崎◻     | ●    | ●        | ●                |
| 乙川◻     | ●    | ●        | ●                |
| 半田◼     | ●    | ●        | ●                |
| 東成岩◻   | ●    | ●        | ●                |
| 武豐◻     | ●    | ●        | ●                |

本路線自建設起由鐵道省運營，至1949年改由日本國鐵經營，在日本國鐵分割民營化後，這條路線改由JR東海接手經營。

### 路網
武豐線沿著国道366号、國道247號，途經知多半島東北部的郊區，最終到達武豐市，半田與武豐之間的路段，名鐵河和線在該路線西側運行，曾經有貨物專用支線延伸至武豐港區，但該路段於1965年關閉。全線皆為單線鐵路。本路線共有十座車站（不含大府站為九座），大部分車站是平面車站，只有緒川站為高架車站。
路線資料
- 管轄、路線距離（營業距離）：19.3公里
  - 東海旅客鐵道（第一種鐵道事業者）：
    - 大府站－武豐站間 19.3公里[1]

  - 日本貨物鐵道（第二種鐵道事業者）：
    - 大府站－東成岩站間（16.3公里）[30]
- 軌距：1067毫米[1][31]
- 複線路段：沒有（全線單線[28]）
- 所有車站都位於愛知縣內
- 車站編號在2018年3月起引入[16]

圖例 — 車站軌道配置
- ◇、∨：可列車交會
- ｜：不可交會
- *：有人站，其他為無人站

| 車站編號 | 中文站名 | 日文站名 | 英文站名 | 站間營業距離 | 累計營業距離 | 接續路線                              | 軌道 | 所在地       |
| -------- | -------- | -------- | -------- | ------------ | ------------ | ------------------------------------- | ---- | ------------ |
| CE00     | 大府*    |          |          | -            | 0.0          | 東海旅客鐵道： 東海道本線（直通服務） | ∨    | 大府市       |
| CE01     | 尾張森岡 |          |          | 1.7          | 1.7          |                                       | ｜   | 知多郡東浦町 |
| CE02     | 緒川     |          |          | 1.4          | 3.1          |                                       | ◇    | 知多郡東浦町 |
| CE03     | 石濱     |          |          | 1.5          | 4.6          |                                       | ◇    | 知多郡東浦町 |
| CE04     | 東浦     |          |          | 2.2          | 6.8          | 衣浦臨海鐵道：碧南線（貨物線）        | ◇    | 知多郡東浦町 |
| CE05     | 龜崎     |          |          | 3.4          | 10.2         |                                       | ◇    | 半田市       |
| CE06     | 乙川     |          |          | 2.6          | 12.8         |                                       | ◇    | 半田市       |
| CE07     | 半田*    |          |          | 1.8          | 14.6         | 名古屋鐵道： 河和線（知多半田）       | ◇    | 半田市       |
| CE08     | 東成岩   |          |          | 1.7          | 16.3         | 衣浦臨海鐵道：半田線（貨物線）        | ◇    | 半田市       |
| CE09     | 武豐     |          |          | 3.0          | 19.3         | 名古屋鐵道： 河和線（知多武豐）       | ｜   | 知多郡武豐町 |

### 基礎設施

#### 使用車輛
目前，本路線在電氣化工程完成後，使用兩款皆由日本車輛製造的電聯車（EMU）營運，313系列車在該路線上使用兩節編組，由一名駕駛人員操作，315系在2024年3月15日導入這條路線後，取代這條路線自電氣化工程完成後所使用的211系，315系通常在尖峰時段使用4節編組直通至名古屋。

#### 其他
一些位於本路線的車站已做翻新，配備坡道、電梯和電扶梯，車站翻新所需經費是透過向乘客收取額外費用來支付的。然而，尾張森岡、石濱、乙川和東成岩等小型車站仍未翻新。
2001年，這條路線安裝了调度集中系统，並於2011年導入列車自動停車系統。這條路線的半田站附近曾有日本最古老的天橋，後來於2021年被拆除且遷移，以便讓高架工程順利進行。這條路線還擁有日本現存最古老的車站建築，位於龜崎站。

### 文獻
Takeuchi, Hiroshi.  . 半田市. 2003-03-25 （日语）.